# Згорня Селниця
Згорня Селниця (словен. Zgornja Selnica) — поселення в общині Селниця-об-Драві, Подравський регіон‎, Словенія.